# Alien Agent
Alien Agent (Original: Alien Agent) ist ein kanadischer Science-Fiction-Film des Regisseurs Jesse V. Johnson aus dem Jahr 2007.
Die mit vier Millionen CAD budgetierte Produktion kam am 8. April 2008 in die amerikanische Videoauswertung. In Deutschland erfolgte die DVD-Erstveröffentlichung am 8. Januar 2009, wohingegen die DVD bereits ab dem 18. Dezember 2008 als Leih-DVD erhältlich war. Alternativtitel ist Alien Agent – Agent des Todes.

## Handlung
Ein nicht näher benannter Planet ist in einer fernen Galaxie dem Untergang geweiht. Die höher entwickelten Lebensformen entsenden verzweifelt Kundschafter in die entlegensten Winkel, um eine neue unbewohnte Heimatwelt aufzuspüren. Nach längerer Suche findet eine militärische Alien-Einheit unter dem Kommando des skrupellosen Saylon schließlich den idealen Zufluchtsort, obgleich dieser bewohnt ist – die Erde. Saylons Gefolgsleute mischen sich in Menschengestalt unter die Erdbevölkerung und starten unterstützt von Roderick, einem einheimischen Ingenieur, sogleich mit der Errichtung eines Portals zur Verbindung ihres sterbenden Heimatplaneten mit der Erde. Mit der Fertigstellung des Übergangs, so der Plan, soll eine Alien-Invasion die Herrschaft über die Erde erlangen und die Menschheit versklaven.
Rykker, ein außerirdischer Krieger mit Selbstheilungskräften und äußerst rigiden Moralvorstellungen, folgt den Aggressoren im Auftrag der extraterrestrischen „Gilde“ auf die Erde, um als FBI-Agent getarnt die eigene Spezies aufzuhalten. Während die anfänglich von Isis angeführte Gruppe – später gesellt sich Commander Saylon höchstpersönlich dazu – die Logistik des Portalbaus organisiert, versuchen die Bösewichter, Rykker zu liquidieren. Dieser sucht seinerseits nach den Fremdlingen und deren Aufenthaltsort.
Zeitlich versetzt lernt Rykker in einem Diner die Kellnerin Julie kennen, die wenig später als Einzige ein brutales Blutbad von Saylons Anhängern überlebt. Bei dieser Tragödie verliert die junge Frau sämtliche noch lebende Verwandte, so dass sie sich bereitwillig dem vermeintlichen Regierungsbeamten Rykker anschließt, der sich ihrer nur zögerlich annimmt. Fortan bilden die beiden ungleichen Individuen ein Team, welches sich diversen Angriffen erwehren muss. Letztlich gelingt es Saylons Leuten, Julie zu entführen, woraufhin der pflichtbewusste Rykker seine Schutzbefohlene zu retten versucht, was ihm auch gelingt. Ganz auf sich gestellt schaltet er in einem stillgelegten Kraftwerk zunächst Saylon, später auch seine ehemalige Geliebte Isis aus, bevor er sich schweren Herzens wieder von Julie trennt, um in seine Heimatwelt zurückzukehren. Seine Rückkehr scheitert jedoch, so dass er nach der Zerstörung des Portals zum Bleiben verdammt ist. Am Ende des Films bekämpft Rykker eine andere Aliengruppe auf der Erde, die ebenfalls den Bau eines Portals zum Erhalt ihrer Rasse plant.

## Kritiken
„Billig-Science-Fiction-Film im ‚Look‘ 1990er-Jahre, der sein bescheidenes Budget in Computereffekte steckt und dabei die Entwicklung einer überzeugenden Handlung sträflich vernachlässigt.“